# Велики Извор
Велики Извор је приградско насеље града Зајечара у Зајечарском округу. Према попису из 2022. било је 2.036 становника (према попису из 2011. било је 2.399 становника). У овом насељу се одржавају манифестације Башта Балкана и Потекла вода студена.

## Географија
Смештено је 5  североисточно од центра града Зајечара.

## Историја
Већи део становништва пореклом jе из Тетевена у Бугарскоj. Досељени су средином XVIII века. У овом селу, 1839. године је отворена основна школа која је најстарија сеоска основна школа на територији града Зајечара.

## Познате особе
У Великом Извору су рођени Ђорђе Генчић, предратни министар и индустријалац, и Антоније Антић, један од учесника атентата на краља Александра Обреновића.
Овде се одиграла Битка код Великог Извора.

## Демографија
Према попису становништва из 2002. године насеље има 2.684 становника. 1991. године насеље је имало 2.945, 1953. године 3.676 и 1924. године 4.000 становника.
У насељу Велики Извор живи 2227 пунолетних становника, а просечна старост становништва износи 44,7 година (43,0 код мушкараца и 46,3 код жена). У насељу има 754 домаћинства, а просечан број чланова по домаћинству је 3,56.
Ово насеље је великим делом насељено Србима (према попису из 2002. године), а у последња три пописа, примећен је пад у броју становника.
|  |

| Демографија | Демографија | Демографија |
| Година      | Становника  | Становника  |
| ----------- | ----------- | ----------- |
| 1948.       | 3.758       |             |
| 1953.       | 3.676       |             |
| 1961.       | 3.598       |             |
| 1971.       | 3.363       |             |
| 1981.       | 3.062       |             |
| 1991.       | 2.945       | 2.889       |
| 2002.       | 2.684       | 2.774       |
| 2011.       | 2.399       |             |
| 2022.       | 2.036       |             |

| Етнички састав према попису из 2002.‍ | Етнички састав према попису из 2002.‍ | Етнички састав према попису из 2002.‍ | Етнички састав према попису из 2002.‍ | Етнички састав према попису из 2002.‍ |
| ------------------------------------ | ------------------------------------ | ------------------------------------ | ------------------------------------ | ------------------------------------ |
|                                      |                                      |                                      |                                      |                                      |
| Срби                                 | Срби                                 |                                      | 2.629                                | 97,95%                               |
| Роми                                 | Роми                                 |                                      | 13                                   | 0,48%                                |
| Бугари                               | Бугари                               |                                      | 9                                    | 0,33%                                |
| Црногорци                            | Црногорци                            |                                      | 7                                    | 0,26%                                |
| Власи                                | Власи                                |                                      | 6                                    | 0,22%                                |
| Македонци                            | Македонци                            |                                      | 2                                    | 0,07%                                |
| Хрвати                               | Хрвати                               |                                      | 1                                    | 0,03%                                |
| Немци                                | Немци                                |                                      | 1                                    | 0,03%                                |
| Муслимани                            | Муслимани                            |                                      | 1                                    | 0,03%                                |
| непознато                            | непознато                            |                                      | 5                                    | 0,18%                                |

| Година пописа     | 1948. | 1953. | 1961. | 1971. | 1981. | 1991. | 2002. |
| ----------------- | ----- | ----- | ----- | ----- | ----- | ----- | ----- |
| Број домаћинстава | 816   | 826   | 805   | 777   | 745   | 756   | 754   |

| Број чланова      | 1   | 2   | 3   | 4   | 5  | 6  | 7  | 8  | 9 | 10 и више | Просек |
| ----------------- | --- | --- | --- | --- | -- | -- | -- | -- | - | --------- | ------ |
| Број домаћинстава | 126 | 164 | 112 | 122 | 78 | 80 | 47 | 19 | 5 | 1         | 3,56   |

| Пол    | Укупно | Неожењен/Неудата | Ожењен/Удата | Удовац/Удовица | Разведен/Разведена | Непознато |
| ------ | ------ | ---------------- | ------------ | -------------- | ------------------ | --------- |
| Мушки  | 1.122  | 260              | 740          | 72             | 50                 | 0         |
| Женски | 1.195  | 155              | 750          | 224            | 64                 | 2         |
| УКУПНО | 2.317  | 415              | 1.490        | 296            | 114                | 2         |

| Пол    | Укупно                    | Пољопривреда, лов и шумарство | Рибарство                            | Вађење руде и камена | Прерађивачка индустрија       |
| ------ | ------------------------- | ----------------------------- | ------------------------------------ | -------------------- | ----------------------------- |
| Мушки  | 568                       | 152                           | 0                                    | 15                   | 145                           |
| Женски | 280                       | 106                           | 0                                    | 0                    | 51                            |
| УКУПНО | 848                       | 258                           | 0                                    | 15                   | 196                           |
| Пол    | Производња и снабдевање   | Грађевинарство                | Трговина                             | Хотели и ресторани   | Саобраћај, складиштење и везе |
| Мушки  | 9                         | 37                            | 44                                   | 14                   | 56                            |
| Женски | 2                         | 2                             | 36                                   | 4                    | 5                             |
| УКУПНО | 11                        | 39                            | 80                                   | 18                   | 61                            |
| Пол    | Финансијско посредовање   | Некретнине                    | Државна управа и одбрана             | Образовање           | Здравствени и социјални рад   |
| Мушки  | 0                         | 7                             | 19                                   | 12                   | 23                            |
| Женски | 4                         | 4                             | 4                                    | 13                   | 40                            |
| УКУПНО | 4                         | 11                            | 23                                   | 25                   | 63                            |
| Пол    | Остале услужне активности | Приватна домаћинства          | Екстериторијалне организације и тела | Непознато            | Непознато                     |
| Мушки  | 16                        | 0                             | 0                                    | 19                   | 19                            |
| Женски | 3                         | 0                             | 0                                    | 6                    | 6                             |
| УКУПНО | 19                        | 0                             | 0                                    | 25                   | 25                            |